# Pathara Budharampur
Pathara Budharampur – gaun wikas samiti w środkowej części Nepalu  w strefie Narajani w dystrykcie Rautahat. Według nepalskiego spisu powszechnego z 2001 roku liczył on 919 gospodarstw domowych i 5325 mieszkańców (2508 kobiet i 2817 mężczyzn).